# Jovanotti
Jovanotti (eredeti nevén Lorenzo Cherubini, Róma, 1966. szeptember 27. – ) olasz énekes, dalszövegíró, rapper.

## Élete
Zenei pályafutása előtt a helyi rádió egyik műsorvezetője volt, majd 19 évesen Milánóba költözött, ahol Claudio Cecchetto zenei producer és rádiós fedezte fel, aki leszerződtette rádiójába műsorvezetőnek. Az énekes ezután nevezte magát Jovanottinak. 1988-ban vált ismertté a Jovanotti for President című albumával. 1989-ben rész vett a Sanremói Dalfesztiválon. 2005-ben Mi fido di te(magyarul: Bízom benned) és a Tutto l'amore che ho (Minden szerelmem) című dalai klipjét Budapesten forgatta le. 2005-ben részt vett a Live 8 koncerten. Több alkalommal is részt vett a Sziget Fesztiválon. A Serenata Rap és a L'ombelico del mondo által vált világszerte ismertté.

## Lemezei
- Jovanotti for President – 1988
- La mia moto – 1989
- Giovani Jovanotti – 1990
- Una tribú che balla – 1991
- Lorenzo 92 – 1992
- Lorenzo 94 – 1994
- Lorenzo 90 - 95" – 1995
- Lorenzo 97- L'albero – 1997
- Lorenzo 99- Capo Horn – 1999
- Lorenzo live – Autobiografia di una festa – 2000
- Pasaporte - lo mejor de  – 2001
- Lorenzo 2002-Il quinto mondo – 2002
- Collettivo soleluna  2003
- Jova live 2002  2004
- Buon Sangue – 2005
- Extra F.U.N.K (Buon Sangue limitált kiadása) - 2005
- ElectroJova - Buon Sangue Dopato - 2006
- Safari + safari remix (club adventure in safari) - 2008
- OYEAH - csak az amerikai piacon jelent meg - 2009
- Ora - 2011
- In Concerto Per Lorenzo Jovanotti E Orchestra - 2012

## Külső hivatkozások
- Hivatalos honlap (olaszul)